# Grad Bates
Das Grad Bates (Einheitenzeichen: °Bates), benannt nach dem amerikanischen Chemiker Frederick John Bates, war eine Einheit der Relativen Dichte, die meist zur Bestimmung des Zuckergehaltes benutzt wurde. Sie leitet sich von den 1918 von Bates konstruierten gleichnamigen Saccharometer ab.
Umrechnung der Bates-Grade in relative Dichte (bei 60 °F ≙ 15,56 °C):
{\displaystyle d={\frac {{\text{°Bates}}\cdot 2,78}{1000}}+1}

## Quelle
- François Cardarelli: Scientific Unit Conversion. A Practical Guide to Metrication, Springer Verlag, London 1997, S. 117.